# ناتالیا دیسنتا
ناتالیا دیسنتا (اسپانیایی: Natalia Dicenta‎؛ زادهٔ ۶ ژوئیهٔ ۱۹۶۲) بازیگر و خواننده اهل اسپانیا است.
از فیلم‌ها یا برنامه‌های تلویزیونی که وی در آن نقش داشته‌است می‌توان به مدرسه شبانه‌روزی: کومبرس، راهبه، مالکیت خصوصی و ۷ زندگی اشاره کرد.